# Newton Moreno
Newton Fábio Cavalcanti Moreno (Recife, 14 de dezembro de 1968) é um diretor, ator e autor brasileiro. Entre seus textos está a peça Maria do Caritó, transformada em filme, estrelado por Lília Cabral.

## Carreira

### Dramaturgo
- Maria do Caritó

### Cinema
| Ano  | Título          | Papel                    |
| ---- | --------------- | ------------------------ |
| 2019 | Maria do Caritó | Maria do Caritó (Caritó) |

## Prêmios
- 2005 - Prêmio Shell de melhor autor[4]
- 2004 - Prêmio da APCA de melhor autor[5]